# قضية معالي الوزيرة (مسلسل)
قضية معالي الوزيرة، مسلسل تلفزيوني مصري عرض في رمضان 1433هـ/2012م في قناة الحياة 2.

## قصة المسلسل
تدور الأحداث في إطار سياسي واجتماعي، يتناول شخصية وزيرة من أسرة عريقة تواجه العديد من المشاكل بسبب وقوفها ضد الفساد.

## بطولة
- إلهام شاهين
- مصطفى فهمي
- يوسف شعبان
- تامر هجرس
- ندى بسيوني
- محمد كامل
- هبة مجدي
- أمير شاهين
- مي نور الشريف
- إسلام القاضي
- زيزي البدراوي
- خليل مرسي
- وليد فواز
- نرمين زعزع
- مفيد عاشور
- عثمان محمد علي
- ناجح نعيم
- ريم صابوني
- نور الكاديكي